# Lanzac
Lanzac település Franciaországban, Lot megyében. Lakosainak száma 571 fő (2022. január 1.). Lanzac Souillac, Loupiac, Nadaillac-de-Rouge, Pinsac, Le Roc és Pechs-de-l'Espérance községekkel határos.

## Népesség
A település népességének változása:
| Lakosok száma | 335  | 449  | 505  | 558  | 621  | 603  | 588  | 580  | 578  | 571  |
|               | 1968 | 1982 | 1990 | 2006 | 2013 | 2015 | 2017 | 2019 | 2020 | 2022 |